# 이두언
이두언(1984년 6월 11일 ~ )은 대한민국의 남자 배구 선수이며, 안산 OK저축은행 러시앤캐시의 코치이다.]

## 선수생활
2006년 의정부 KB손해보험 스타즈  구 LIG손해보험의 수련선수로 지명되었지만,  시즌이 끝난후 은퇴하였다
그후 2013-14 시즌 신생팀 러시앤캐시 베스피드의   현안산 OK저축은행 러시앤캐시의 전력분석관으로 제2의 인생을 시작하여
현재는 코치로 선수들을 지도하고있다.